# Dom mediowy
Dom mediowy (ang. media house) – podmiot, którego zadaniem jest planowanie oraz zakup kampanii reklamowych w mediach masowych.
Domy mediowe wzięły swój początek z agencji reklamowych, które pierwotnie same planowały i kupowały kampanie reklamowe. Wzrastający rynek reklamowy wymógł jednak tworzenie w ramach agencji reklamowych działów mediowych. Dalszy dynamiczny rozwój rynku reklamowego spowodował wyodrębnienie się działów mediowych jako osobnych spółek – właśnie domów mediowych. Krok ten, oprócz wzrostu specjalizacji tychże organizacji, spowodował także możliwość świadczenia usług przez domy mediowe nie tylko klientom rodzimych agencji reklamowych, ale również innym klientom na rynku. Główne zadania domu mediowego to:
- planowanie i zakup mediów
- negocjacje cen z dostawcami przestrzeni i czasu reklamowego
- dostarczanie reklamodawcom badań medialnych.

## Domy mediowe w Polsce
Obecnie w Polsce zdecydowana większość obrotu na rynku reklamowym odbywa się za pośrednictwem domów mediowych.
Większość domów mediowych działających w Polsce należy do międzynarodowych grup reklamowych takich jak: Omnicom, WPP, Havas czy Interpublic Group. Na rynku polskim funkcjonują także niesieciowe domy mediowe, które stanowią odrębne instytucje i są niezależne od międzynarodowych korporacji medialnych. Badania rynkowe pokazują, że jakość obsługi w niesieciowych domach mediowych nie ustępuje domom sieciowym.
Ponadto zmiany na rynku reklamowym sprawiły, że w ostatnich latach na rynku coraz silniej zaznaczają swoją obecność wyspecjalizowane podmioty (głównie internetowe domy mediowe) i butiki mediowe, specjalizujące się we wsparciu marketerów w planowaniu i realizacji kampanii reklamowych.